# Tickellia hodgsoni
Tickellia hodgsoni е вид птица от семейство Cettiidae, единствен представител на род Tickellia.

## Разпространение
Видът е разпространен в Бутан, Виетнам, Индия, Китай, Лаос, Мианмар и Непал.